# Get It (bài hát)
"Get It" là đĩa đơn R&B năm do nghệ sĩ thu âm người Mỹ từng đoạt nhiều giải Grammy Stevie Wonder sáng tác và sản xuất, trong album Characters. Đĩa đơn có sự góp giọng của Michael Jackson.

## Bảng xếp hạng
| Bảng xếp hạng (1988)                         | Vị trí cao nhất |
| -------------------------------------------- | --------------- |
| U.S. Billboard Hot 100                       | 80              |
| U.S. Billboard Hot R&B/Hip-Hop Songs         | 4               |
| U.S. Billboard Hot Adult Contemporary Tracks | 11              |